# Jacques de Saint-Blanquat
Jacques de Saint-Blanquat, de son nom complet Jacques de Lingua de Saint-Blanquat, né le 21 novembre 1925 à Toulouse, est un évêque catholique français, évêque émérite de Montauban depuis 1995.

## Repères biographiques
Jacques de Saint-Blanquat est ordonné prêtre le 29 mars 1952.
Nommé évêque de Montauban le 5 août 1975, il a été consacré le 5 octobre suivant par le cardinal Louis Guyot.
Il s'est retiré à 70 ans, le 18 novembre 1995.
Il est l'auteur de Évêque tout simplement publié par Source de Vie en janvier 2005.
Il est à ce jour le doyen des évêques français, devant monseigneur Despierre, évêque émérite de Carcassonne.

## Distinction
Il est chevalier de la Légion d'honneur depuis le 10 avril 2009.